# Gianluca Castaldini
Gianluca Castaldini (Cantù, 25 agosto 1968) è un ex cestista italiano.

## Carriera
Cresce cestisticamente nella Pallacanestro Varese, sotto la guida di Beppe Regni, insieme a Stefano Rusconi, Paolo Nicora ed Andreas Brignoli . Il suo esordio in Serie A1 avviene con la squadra lombarda nel 1985.